# Bezirk Ampezzo
Der Bezirk Ampezzo (deutsch: Bezirk Hayden) war ein Politischer Bezirk in der Gefürsteten Grafschaft Tirol. Der Bezirk umfasste Teile des Valle del Boite, das Fodom (Buchensteintal) sowie das Hochtal von Colle Santa Lucia. Sitz der Bezirkshauptmannschaft war die Gemeinde Ampezzo (deutsch: Hayden). Das Gebiet wurde nach dem Ersten Weltkrieg Italien zugesprochen und der Provinz Belluno zugeschlagen.

## Geschichte
Die modernen, politischen Bezirke der Habsburgermonarchie wurden 1868 im Zuge der Trennung der politischen von der judikativen Verwaltung geschaffen.
Der Bezirk Ampezzo wurde dabei 1868 aus den Gerichtsbezirken Ampezzo und Buchenstein gebildet.
Im Bezirk Ampezzo lebten 1869 5.963 Personen, wobei der Bezirk 700 Häuser beherbergte.
Der Bezirk Ampezzo umfasste 1910 eine Fläche von 369,76 km² und beherbergte eine Bevölkerung von 6.674 Personen. Von den Einwohnern hatten 5.990 Italienisch oder Ladinisch, 443 Deutsch und 241 eine andere Sprache als Umgangssprache angegeben oder waren Staatsfremde. Der Bezirk bestand aus zwei Gerichtsbezirken mit drei Gemeinden.
Durch die Grenzbestimmungen des am 10. September 1919 abgeschlossenen Vertrages von Saint-Germain wurde der Bezirk Ampezzo zur Gänze Italien zugeschlagen.

## Gemeinden
Der Bezirk Ampezzo umfasste 1910 drei Gemeinden:
Ampezzo, Livinallongo (Buchenstein) und Colle Santa Lucia.